# Chrysochlamys clusioides
Chrysochlamys clusioides là một loài thực vật có hoa trong họ Bứa. Loài này được Griseb. mô tả khoa học đầu tiên năm 1866.